# Caenolestes convelatus
Caenolestes convelatus là một loài động vật có vú trong họ Caenolestidae, bộ Paucituberculata. Loài này được Anthony mô tả năm 1924.

## Hình ảnh

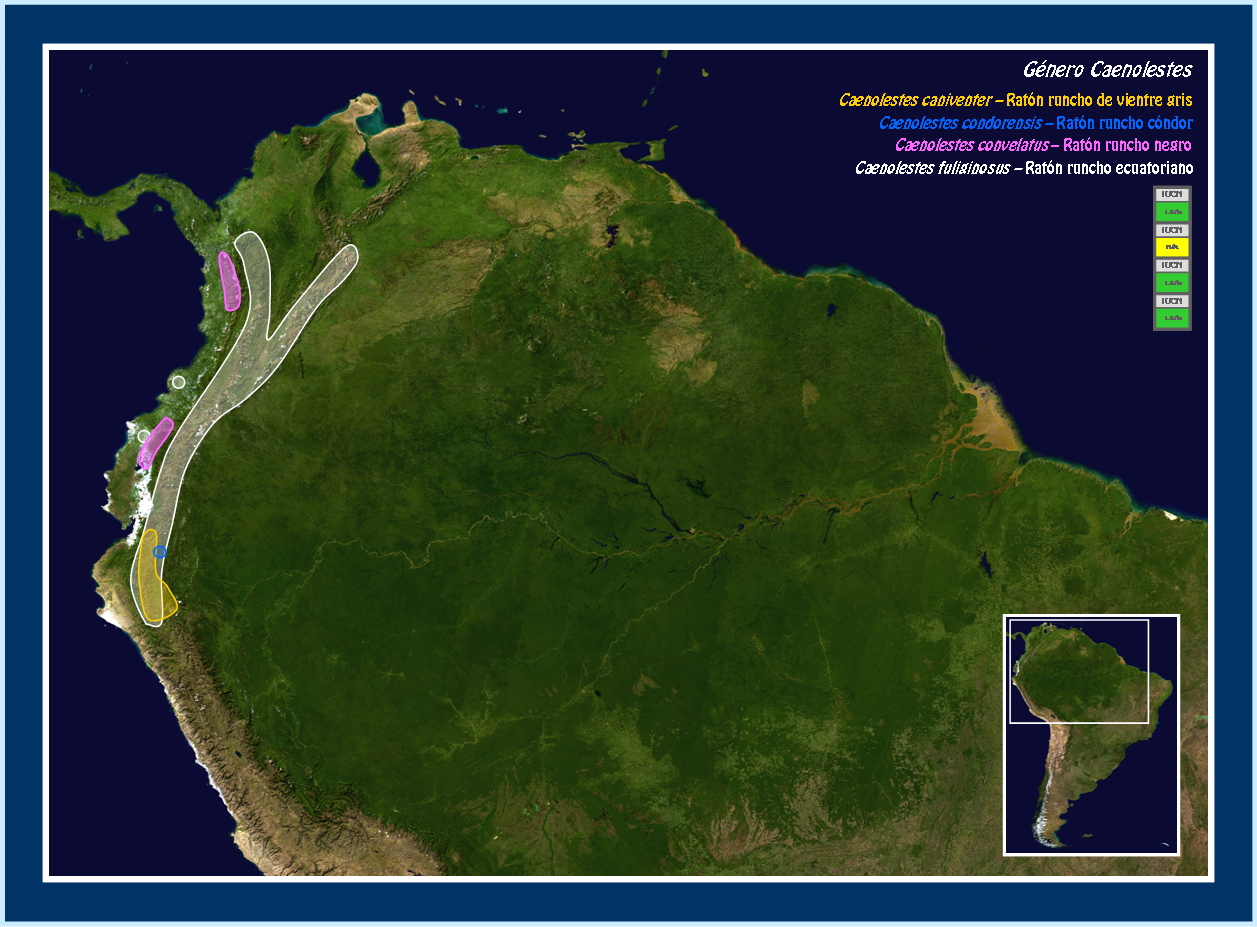